# Pheidole scabriuscula
Pheidole scabriuscula is een mierensoort uit de onderfamilie van de Myrmicinae. De wetenschappelijke naam van de soort is voor het eerst geldig gepubliceerd in 1871 door Gerstäcker.